# Херценшлус
Херценшлус је српски бенд из Сремских Карловаца. Група је основана 2015. године, фронтмен је Бобан Џевердановић.
Херценшлус је стара реч која се задржала у Војводини, пореклом из немачког језика, која значи инфаркт или сломљено срце због љубавних јада.
Прва постава: Бобан Џевердановић свира гитару. Јелена Рисовић је главни вокал, Теодора Бојана Леко пратећи, басиста је Жарко Жаре Карановић, бубњар је Предраг Јаничић, а Вивијен Куртовић свира виолину. Групи се често по потреби придружују трубач Стефан Станичић, саксофониста и кларинетиста Милан Јанчурић Деран, пијаниста Срба Младеновић и Бранислав Ивковић са хармоником.
Друга постава (од 2021.године): Бобан Џевердановић је шеф бенда и кантаутор. Теодора Бојана Леко ( уметн. ТеоБој ) главни вокал, Чедана Ђокић (уметн. Дивна Форест) главни вокал и хармоника, бубњар Јулије Дондо Ђус, Сенад Јашаревић маестро хармонике и клавијатуре, Аца Ристић басиста, Олесја Балаћ виртуоз на виолини, Горан Панић кларинет и саксофон.
Композиција "Временска зона" на Песми за Евровизију 2023.године, реализована је у сарадњи с колегама: Стјепан Ђурковић који је свирао прим тамбурицу и Момир Јовановић који је свирао виолину.
Године 2021. објављују албум "Чај са медом". Године 2023. наступају на Песми за Евровизију '23.

## Дискографија

### Албуми
- Чај са медом (2021)

### Синглови
- Чај са медом (2019)
- Пинкле (2021)
- Временска зона (2023)